# Confederate Mass Grave Monument in Somerset

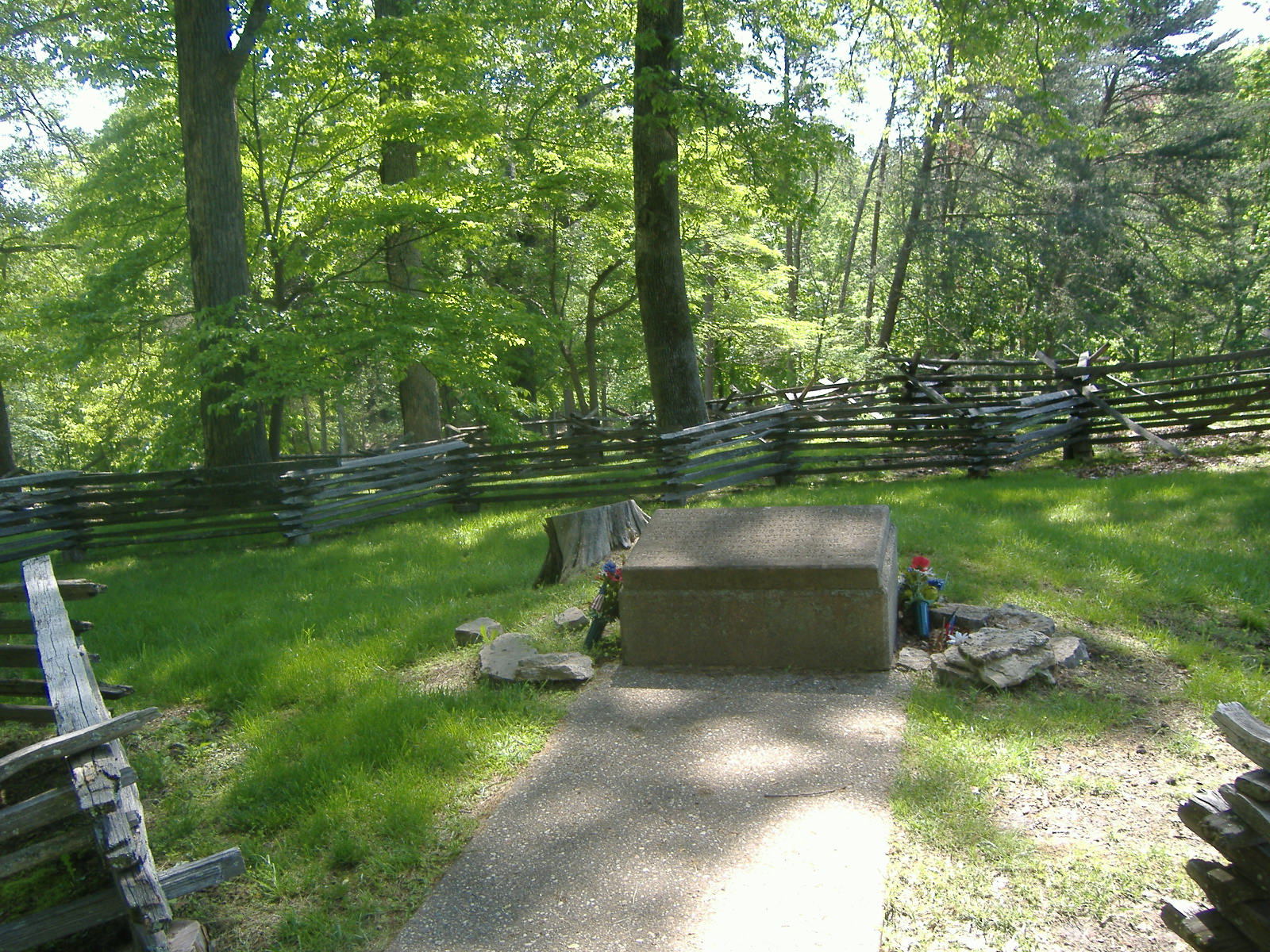
Konföderiertes Massengrab in Somerset, Nancy, Kentucky

Das Confederate Mass Grave Monument in Somerset im Pulaski County bei Nancy in Kentucky, Vereinigte Staaten ehrt die Soldaten der Confederate States Army, die bei der Schlacht von Mill Springs fielen. Diese mehr als einhundert hier begrabenen Soldaten stammten aus Alabama, Mississippi und Tennessee.
Das Kriegerdenkmal wurde wie das ganz in der Nähe gelegene General Felix K. Zollicoffer Monument 1910 von Bennett H. Young erbaut, der während des Sezessionskrieges mit dem konföderierten General John Hunt Morgan geritten war. Young hatte sich für den Standort entschieden, als er auf den sogenannten Zollie Tree aufmerksam wurde, den eine junge Frau alljährlich am Memorial Day zu Ehren von Felix K. Zollicoffer schmückte. Dieser war bei der Schlacht von Mill Springs gefallen. (Das Denkmal verwendet die Bezeichnung Battle of Fishing Creek, da die Bewohner der Südstaaten die Schlacht 1910 so kannten.) Die rechteckige Steinplatte misst drei auf vier Fuß (rund 0,9 mal 1,2 m) und sitzt auf einem ein Fuß (rund 30 cm) hohen Betonfundament.
Der Baum, der indirekt zur Aufstellung der beiden Denkmäler führte, wurde 1995 durch einen Blitzschlag zerstört. Ein Sämling diese Baumes wurde später an derselben Stelle im Zollicoffer Park gepflanzt. Dieser Park gehört zum Mill Springs Battlefield.
Am 17. Juni 1997 wurde das Confederate Mass Grave Monument in Somerset mit 60 weiteren Kriegerdenkmälern in Kentucky als Multiple Property Submission in das National Register of Historic Places eingetragen. Das oben erwähnte Denkmal zu Ehren Felix Zollicoffers, das nur einige Meter entfernt ist, befindet sich auch unter diesen 60 Kriegerdenkmälern. Im Pulaski County befindet sich noch ein weiteres dieser Denkmäler auf dieser Liste, das nördlich von Somerset liegende Battle of Dutton’s Hill Monument.

## Galerie

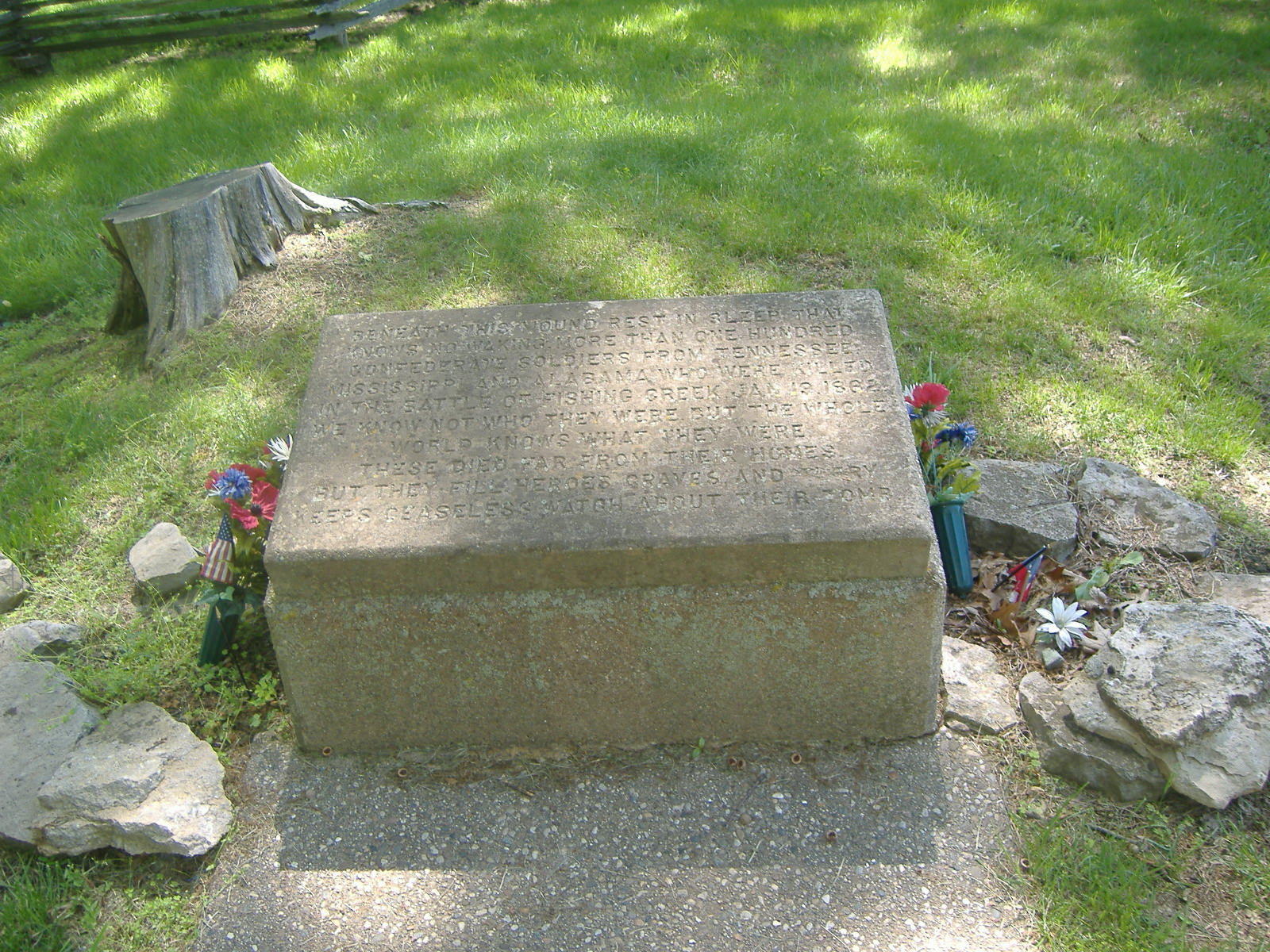
Detailaufnahme des Denkmals
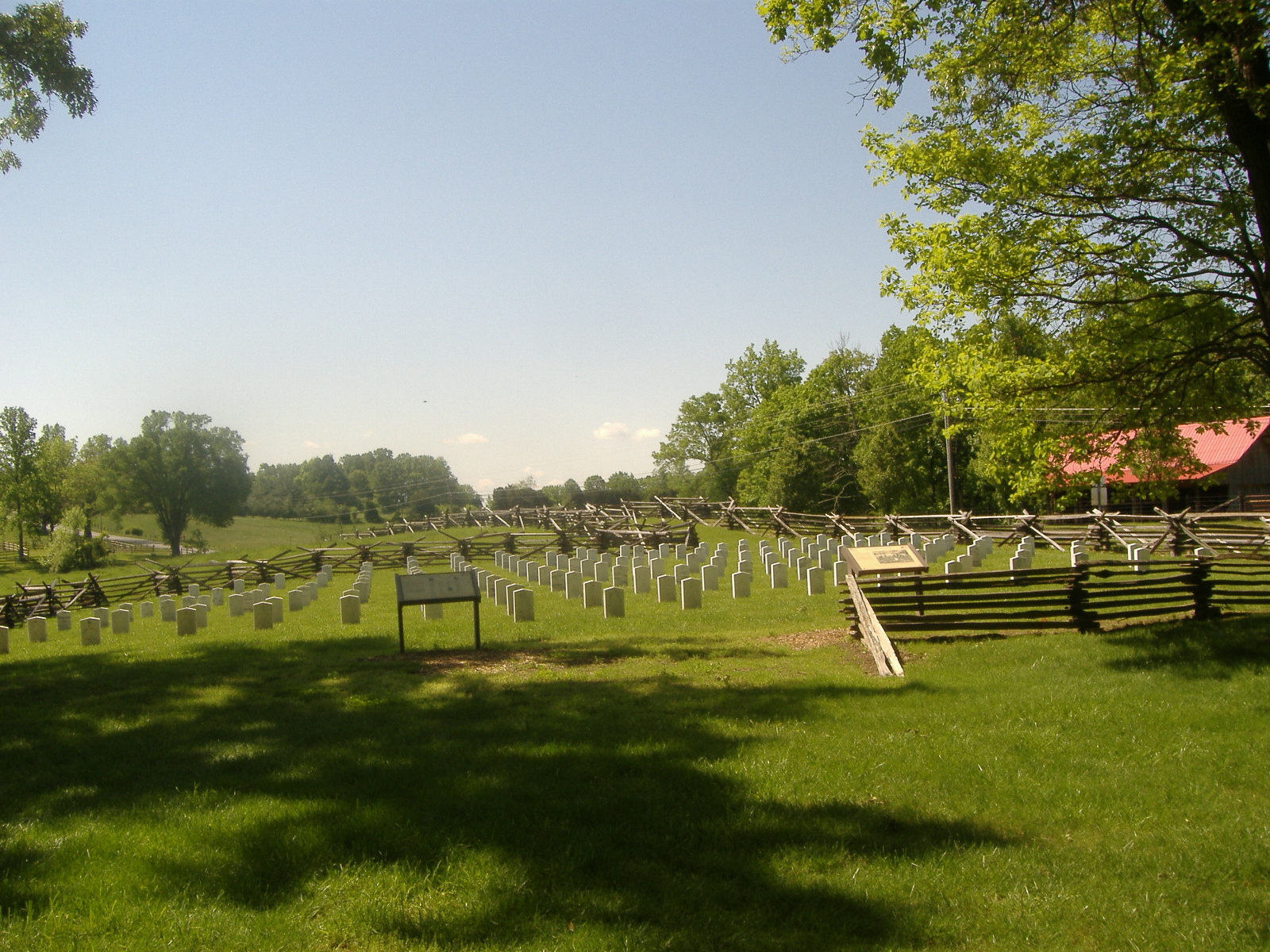
Die Grabhügel